# Короткошия черепаха жовтоголова
Короткошия черепаха жовтоголова (Emydura tanybaraga) — вид черепах з роду Короткошиї черепахи родини Змієшиї черепахи.

## Опис
Загальна довжина карапаксу сягає 26 см. Голова невелика. Шия не дуже довга. Карапакс обтічний, піднятий догори, овальний. Лапи наділені плавальними перетинками.
Голова жовтого, іноді червоно-рожевого кольору. Через очі проходить темна пляма. За це черепаха отримала свою назву. Карапакс коричнюватий. Пластрон має жовте забарвлення.

## Спосіб життя
Полюбляє річки, струмки, лагуни, болота. Харчується дрібною рибою, ракоподібними, молюсками, безхребетними.
Самиця відкладає до 10 яєць. Інкубаційний період триває до 50 діб.

## Розповсюдження
Мешкає у північній частині Квінсленду на півострові Кейп-Йорк у р. Мітчелл—Рівер та на Північній Території на п-ве Арнем—Ленд у р. Дейлі.